# Nils Olaf Hovdenak
Nils Olaf Hovdenak, född 8 januari 1854 i Bolsøy vid Molde, död 2 juli 1942 i Molde, var en norsk ingenjör och politiker (Høyre).
Hovdenak utexaminerades från Trondheims tekniska läroanstalt 1875 och anställdes samma år i Statens vegvesen. Han tog examen vid Hannovers tekniska högskola 1879, blev vägföreståndare 1888 och var amtsingenjör i Romsdals amt 1898–1923. Han företog flera studieresor i utlandet och planlade vägbyggen på Island 1884 och 1886. Han skrev flera avhandlingar och artiklar om järnvägs- och vägfrågor.
Hovdenak innehade flera kommunala förtroendeuppdrag i Romsdal, var medlem av Raumabanekommittén från 1892, ordförande i amtets järnvägskommitté 1906–14, ordförande i Romsdals amts Landhusholdningsselskap 1903–18. Han var arbetsminister i Jens Bratlies regering 1912–13 och ordförande i Moldeavdelningen av Norsk Ingeniørforening 1919.